# 方格軸孔珊瑚
方格軸孔珊瑚（学名：Acropora clathrata）为軸孔珊瑚科軸孔珊瑚屬下的一个种。